# Stazione di Betilli
La stazione di Betilli è una fermata ferroviaria presente nel comune di Esterzili, posta lungo la linea Mandas-Arbatax, utilizzata esclusivamente per i servizi turistici del Trenino Verde.

## Storia
La fermata fu realizzata all'interno dell'omonima foresta di lecci a inizio Novecento in corrispondenza della casa cantoniera numero 75 della linea e risultava in uso nel 1921, anno del passaggio della Mandas-Arbatax dalla Strade Ferrate Secondarie della Sardegna alla Ferrovie Complementari della Sardegna, a cui seguì nel 1989 la gestione governativa delle Ferrovie della Sardegna. Sotto questa amministrazione l'intera Mandas-Arbatax fu destinata, a partire dal 16 giugno 1997, all'impiego per il solo traffico turistico legato al progetto Trenino Verde, fatto che portò alla cessazione dell'utilizzo regolare dello scalo. Da allora la fermata, che dal 2010 è gestita dall'ARST, viene utilizzata quasi esclusivamente nel periodo estivo, restando per il resto dell'anno pressoché priva di traffico.

## Strutture e impianti
La fermata si trova in un'area isolata a quasi quattro chilometri (in linea d'aria) a sud-ovest dell'abitato di Esterzili ed è di tipo passante. Dal punto di vista ferroviario è dotata di due binari (a scartamento da 950 mm), di cui il primo è quello di corsa, da cui si dirama un tronchino; tra di essi è presente un piano caricatore che funge anche da banchina per il servizio viaggiatori. Nell'impianto è presente anche un rifornitore idrico del tipo a cisterna metallica su pilastri in muratura.
La fermata è dotata di un fabbricato viaggiatori, di norma chiuso al pubblico, che essendo nato come casa cantoniera presenta le linee di questa tipologia di costruzioni realizzate dalle SFSS a fine Ottocento, sebbene ampliato con un corpo aggiunto nel corso dei decenni. Ulteriori piccoli edifici sono stati realizzati nella seconda metà del Novecento, tra essi quello delle ritirate.

## Movimento
Dall'estate 1997 la fermata è utilizzata esclusivamente per il traffico turistico ed è attiva principalmente tra la primavera e l'autunno: nell'estate 2016 la fermata era servita da una coppia di corse giornaliera per Mandas e Seui sei giorni alla settimana. Ulteriori treni sono di norma calendarizzati nel periodo primaverile ed autunnale, mentre nel corso dell'intero anno la fermata può essere raggiunta da convogli effettuati su richiesta di comitive di turisti.

## Servizi
In uno dei fabbricati dell'impianto sono presenti i servizi igienici della fermata, sebbene di norma chiusi al pubblico.
- Servizi igienici